# EDTV
EDTV (Enhanced Definition Televisión) es un formato de televisión que apareció para solventar las carencias de la televisión estándar o SDTV, visibles sobre todo en las televisiones modernas de gran tamaño. 

## Historia
Desde la década de los 60 hasta hace 10 o 15 años, el único formato de televisión ha sido la SDTV, puesto que en todo este tiempo, las limitaciones de la electrónica de los aparatos de televisión, unidas a la poca longitud de la diagonal de sus pantallas (como mucho de 21 a 25 pulgadas) no hicieron necesarios sistemas de prestaciones superiores: entre 480 y 576 líneas horizontales (en función del formato) entrelazadas eran suficientes. 
No obstante, la generalización de pantallas cada vez más grandes, junto a la aparición de los sistemas digitales, evidenciaron las limitaciones de la TV analógica y una imagen que en un aparato de 14 pulgadas se veía correcta, mostraba graves carencias en otro de 30, con un área más de cuatro veces superior.
Estas limitaciones se mostraban en forma de aliasings temporales (pestañeo de la imagen) y la sensación de estar contemplando una imagen borrosa e inestable (debido a la poca resolución de la señal y a que televisores de gran tamaño obligan a visualizar la imagen desde más cerca). 
Las limitaciones anteriores incentivaron a los fabricantes a diseñar y fabricar sistemas que ampliaran las capacidades de la SDTV y el primero de estos sistemas fue la EDTV. Este sistema actualmente es el más extendido, utilizado en el DVD, la TDT, la TV por satélite, las cámaras miniDV o las videoconsolas y ha relegado la SDTV a las emisiones analógicas.

## Características técnicas
Como característica principal, EDTV incorpora la eliminación del entrelazado en la exploración de la imagen. Esta característica mejora sensiblemente la calidad, eliminando el aliasing espacial y temporal asociado a los sistemas SDTV. También es el principal motivo por el que la calidad de la EDTV es claramente superior a la SDTV. 
Sus principales características son: 
- Resolución de 480p o 576p
- Relación de aspecto de 4:3 o 16:9
- 50 o 60 imágenes por segundo

Tabla comparativa de los distintos sistemas SDTV, EDTV y HDTV
El sistema más extendido que usa este formato es el DVD, que trabaja con una resolución de 720 x 480 (576 para Europa) en formato progresivo. No obstante, para disponer de esta calidad, es necesario además que el reproductor envíe al aparato de televisión una señal progresiva (muchos reproductores, sobre todo los antiguos, la  envían en SDTV, por lo tanto entrelazada) y que la televisión también sea capaz de trabajar en este formato. 
La EDTV se considera adecuada sobre todo para pantallas de medida inferior a las 20 o 25 pulgadas de diagonal, puesto que a partir de estos tamaños, sobre todo si se quiere mirar la pantalla desde cerca, es necesario utilizar el formato HDTV (720p o 1080i/p).

## El futuro de la EDTV
Actualmente la EDTV es el sistema más utilizado, sobre todo en Europa, a pesar de ser también el más desconocido, debido sobre todo a que a menudo se confunde con la SDTV y a que los fabricantes de sistemas audiovisuales están incentivando el mercado a que haga el paso a la HDTV y a que se desprenda de todos los sistemas SDTV y EDTV, que conforman la mayoría de aparatos instalados en la actualidad.
Así, exceptuando la televisión analógica, todos los sistemas actuales funcionan con EDTV. Esta situación es de esperar que no cambie demasiado en los próximos 3 o 4 años, puesto que a pesar de que desde 2007 se extienden los sistemas HDTV como HD DVD y Blu-ray y también hay en el mercado videoconsolas de nueva generación que generan imágenes HDTV, el resto de sistemas, como televisores, TDT y televisión por satélite, todavía tardarán unos años a pasar a HDTV. 
El motivo principal de esta tardanza es la gran cantidad de aparatos SDTV y EDTV instalados y el hecho de que, sobre todo los últimos, han sido adquiridos en los últimos 3 o 4 años y no será fácil para los fabricantes convencer los consumidores de que los vuelvan a cambiar, sobre todo si se tiene en cuenta que por diagonales de pantalla inferiores a las 30 pulgadas (la gran mayoría de aparatos) la diferencia de calidad entre un sistema EDTV y un HDTV se hace difícil de apreciar debido a las limitaciones del sistema visual humano.